# Лахта-центр
Лахта-центр (рос. Лахта-центр) — суспільно-діловий комплекс у Приморському районі Санкт-Петербурга, ключовим об'єктом якого є штаб-квартира групи «Газпром». Комплекс має у своєму складі хмарочос та багатофункціональну будівлю, розділену атріумом на Південний і Північний блоки. Загальна площа будівель — 400 тис.м². Хмарочос став найвищим у Росії та Європі, на 88 метрів перевершивши московський хмарочос «Федерація» (Москва-Сіті).
20 травня 2021 року хмарочос Лахта центр переміг у чотирьох номінаціях міжнародної премії в галузі унікального висотного будівництва та міського розвитку CTBUH Awards 2021 — «Краща будівля висотою понад 400 метрів», «Краща висотна будівля Європи», кращий проєкт у категорії «Фасади висотних будівель» і номінації «будівництво висотних будівель».

## Функціонал комплексу
- Офісний простір займає площу 130 000 м², або 43 % від загальної площі комплексу[6][7].
- Медичний центр площею 2500 м². Функціонал — лікувально-діагностичні відділення[8].
- Спортивний комплекс площею 4600 м². Функціонал — спортивні зали, фітнес-центр, центри оздоровлення та релаксації[9].
- Дитячий науково-освітній центр «Світ науки»[10][11] площею 7000 м²[12].Концепція центру розроблена спільно з фахівцями Університету інформаційних технологій, механіки та оптики (ІТМО)[13]. У Південному корпусі — експлораторіум з інтерактивними експонатами, розрахованими на різні вікові групи. У Північному корпусі — науковий центр з лабораторіями та лекторіями. Між собою блоки мають з'єднати мостом[14]. Після відкриття Експлораторіуму «Лахта-центр» буде включено до ECSITE — Європейського співтовариства наукових центрів і музеїв[15].
- Планетарій у формі кулі[16] місткістю до 100 осіб[17].
- Багатофункціональний зал-трансформер для глядачів місткістю 494 осіб[18]. Трансформованість залу надасть можливість змінювати висоту стін, сидінь, прибирати сидіння або їх ряди[19].
- Панорамний дворівневий ресторан, розташований на 75-76 поверхах вежі на висоті 315—319 метрів[20][21].
- Оглядовий майданчик — найвищий майданчик Європи — має бути розташовано з 83 по 86 поверх[22] на висоті 357 метрів[23]. Телескопи мають бти оснащені інтерактивною картою Санкт-Петербурга, що дозволить відвідувачам дізнаватися про визначні пам'ятки в момент спостереження[24].
- Постійні і тимчасові виставкові простори мають бути розташовані в південній частині МФЗ. Площа виставкових зон — 1500 м², висота стелі — 12 метрів, що дозволить розміщувати там негабаритні експонати. На північній площі комплексу передбачається відкритий простір для арт-об'єктів, скульптур та інсталяцій[25].
- Ресторани та кав'ярні мають бути розташовані на п'яти рівнях МФЗ. Загальна кількість посадочних місць — 1500[25].
- Відкритий амфітеатр для перегляду водних шоу місткістю до 2000 осіб. Площа відкритої сцени складе 1495 м²[26].
- Зелена зона і критий пішохідний міст, який з'єднує «Лахта-центр» з Парком 300-річчя Петербурга, має стати частиною нового пішохідного маршруту[27] — міською набережною вздовж парку, з'єднаною мостом через Лахтинську гавань з променадом і амфітеатром у «Лахта-центру».

## Деякі конструктивні особливості

### Загальні
- Загальна кількість буронабивних паль — 2080. Вони створюють пальове поле «Лахта-центру». З них 264 палі діаметром в 2 м кожна — під будівлею вежі, 848 паль діаметром 1,2 м — під багатофункціональною будівлею і аркою, 968 паль діаметром 60 см — під стилобатом (підземна парковка)[28].

- Перекриття і колони спроектовані композитними — з металу і бетону в співвідношенні 60:40[29]. Застосування технології дозволяє з'єднати металеву балку з плитою за допомогою приварених анкерів. Тим самим виходить, що балка згинається разом з плитою. Завдяки такій системі висота поверху і кількість використовуваного металу зменшиться, а ефективність перетину — збільшиться[30]. Композитна технологія дозволяє скоротити термін зведення і вартість робіт. Композитні матеріали беруть переваги і від металу (швидкість, «зручність спорудження» споруди), і від бетону (стійкість до пожежного навантаження), а також забезпечують більш рівномірне осідання будівель[30].

### Хмарочос
- Стіна в ґрунті — захисна підземна конструкція, що обгороджує фундамент вежі. На етапі спорудження котловану вона захищала його стінки від осипання, зараз несе функцію захисту фундаменту від ґрунтових вод. Висота підземної стіни — 30 м.
- Фундамент змонтовано на 264 палях, кожна глибиною 82 м, діаметром 2 м[31]. Загальна довжина паль під вежею — 15 800 м, а сумарне навантаження на ці палі становить 670 000 тонн[32].
- Коробчатий фундамент складається з трьох щільно армованих плит, нижня — завтовшки 3,6 м[33]. Діаметр арматури становить 32 мм, крок армування — 16,5 см, у нижній плиті встановлено 15 рівнів сіток[34].

- Простір між трьома плитами коробчатого фундаменту утворюють підземні поверхи хмарочоса. Від ядра до зовнішнього периметру йдуть 10 радіальних стін. Їх товщина — 2,5 м, висота — 5,5 м[35].
- Основна конструкція стійкості хмарочоса — залізобетонне ядро, усередині якого будуть розташовані комунікації, вертикальний транспорт, технічні приміщення і зони безпеки. Ядро «Лахта-центру» має вищий ступінь вогнезахисту — REI240 (здатність витримати вогонь протягом 4 годин без зміни властивостей бетону і сталі)[36].
- Горизонтальну жорсткість хмарочоса забезпечують аутригерні поверхи, завдяки яким стійкість башти повинна зберегтися навіть при видаленні 30 % опорних конструкцій. Проектом передбачено 4 пари аутригерних поверхів через кожні 70 м по всій висоті будівлі[37]. Аутригери відповідають за стійкість до вітрового навантаження[38].

### МФЗ
Фундамент МФЗ встановлений на палях двох типів: в центрі, де навантаження максимальні — палі завдовжки 65 м; по периметру будівлі — 55 м. На ділянках з підвищеним навантаженням палі діаметром понад 1 м встановлюються через кожні 3 м, під фундаментом з меншим навантаженням — палі діаметром менше 1 м розташовують з кроком 9 м Це дозволить уникнути утворення «чаші», коли просідання в центрі будівлі більше, ніж по краях.

### Системи обслуговування
- Для верхніх поверхів хмарочоса передбачено підігрів скла, що дозволить запобігти обмерзанню. Шпиль вежі планується зробити з металевої сітки, яка дозволить уникнути утворенню суцільної криги[40].
- Для пожежозахисту буде використовуватися сплинкерна система з тонкорозбризканою водою. При підвищенні температури до 57° C сплінкер розпорошує щільний водяний туман. Водне дисперсне середовище ефективно поглинає чадний газ, сажу, знижує концентрацію кисню. При пожежогасінні за допомогою ТРВ витрачається менше води і наноситься менший збиток обстановці, ніж при проливанні вогнища загоряння. У стилобаті будівлі буде розташована протипожежна насосна станція, що включає в себе пожежний резервуар і насоси підвищеного тиску[7]. Для евакуації призначені незадимлювані сходи, зони безпеки в ядрі (межа вогнестійкості — 4 години) і спеціальні ліфти, що працюють в разі надзвичайних ситуацій[41].
- Система догляду за фасадами комплексу включає в себе рейки діаметром 300 мм і довжиною близько 500 м, які монтуються в ребра вежі. При заходах з миття, очищення фасадів від криги або робіт по заміні склопакетів на рейки будуть встановлюватися платформи з люльками. Платформи зможуть переміщатися до шпиля хмарочоса. Очищення шпиля буде здійснюватися силами промислових альпіністів[42].
- Тривимірна кривина фасадів «Лахта-центру» буде досягатися завдяки технології холодногнутого скла[43].
- Архітектурне підсвічування «Лахта-центру» буде виконане у вигляді світлових «пікселів». У режимах підсвічування планується врахувати сезонні зміни погоди: влітку використовувати теплі тони, взимку — холодні[44]. На одній зі стін МФЗ планується розмістити медіафасад, видимий з боку Приморського проспекту[45].
- Для утилізації відходів буде використовуватися вакуумна система сміттєвидалення — сміття потраплятиме в колектор за допомогою вакуумного насоса і потім оброблятися. Технологія дозволить підвищити гігієнічність, скоротити викиди CO2. Завдяки сортуванню відходів, вивіз сміття зменшиться у 20 разів.

### Енергозбереження та зелені технології
Через зелені проектні рішення розрахункові показники енергоефективності поліпшені на 40 %. 24 грудня 2018 року Лахта-центр пройшов сертифікацію за критеріями екологічної ефективності на LEED Platinum. На думку експертів, окупність застосування зелених технологій при будівництві «Лахта-центру» може скласти близько 20 років.

### Галерея

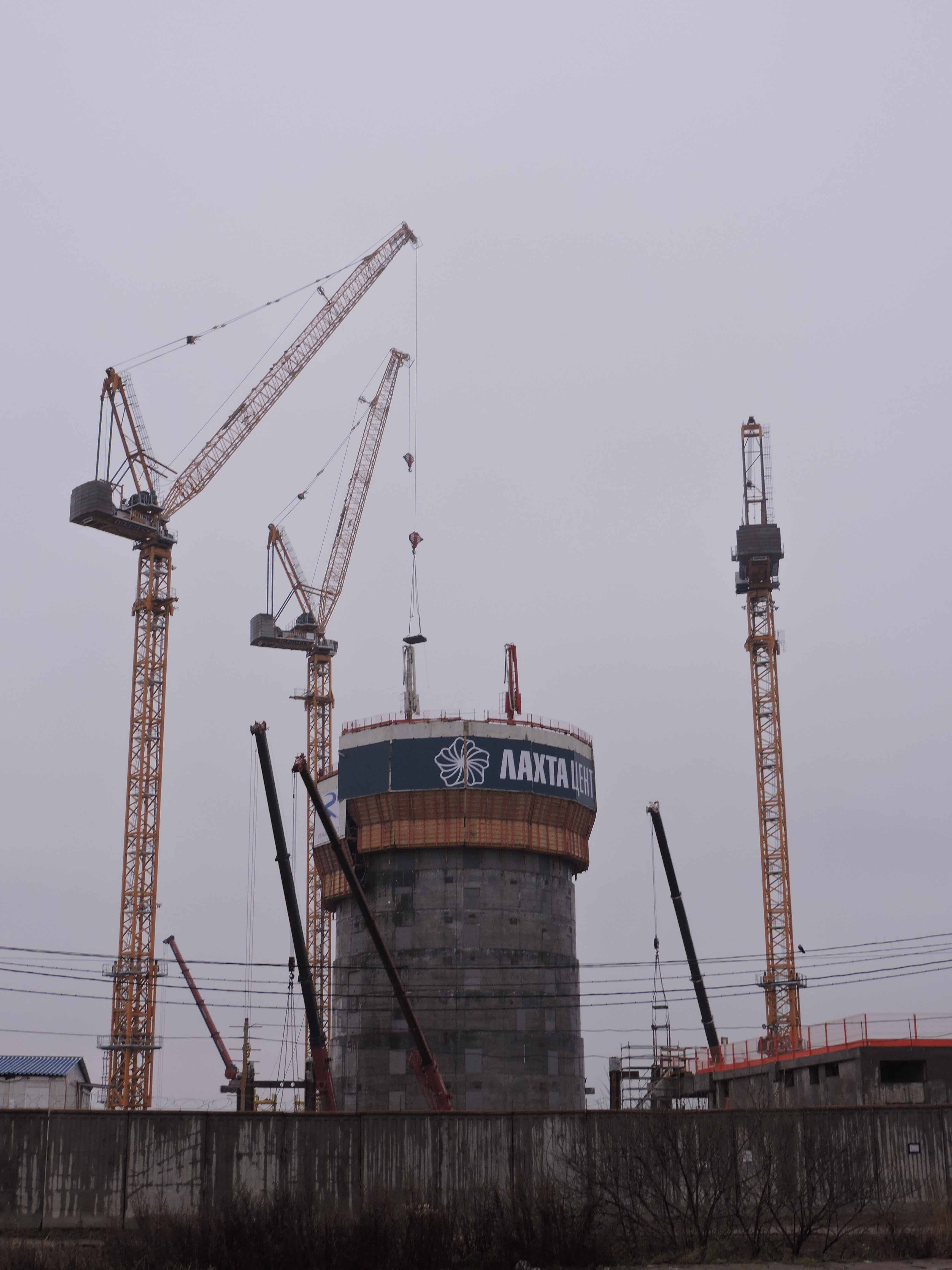
Хмарочос в листопаді 2015 року. Два місяці тому завершився нульовий цикл і розпочато будівництво ядра і надземних поверхів
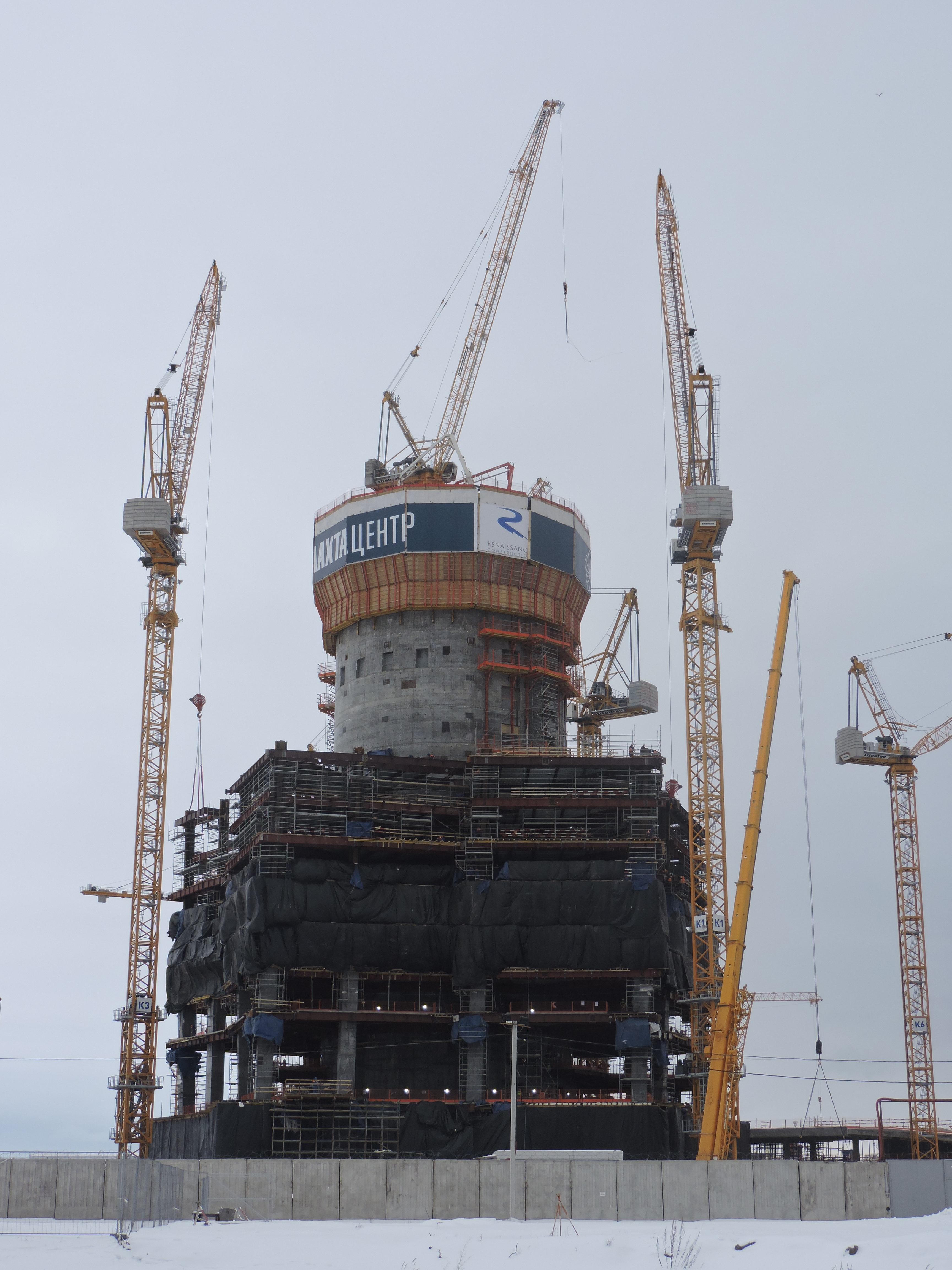
Хмарочос у лютому 2016 року. На ядрі вже встановлений баштовий кран і з'явилися надземні поверхи
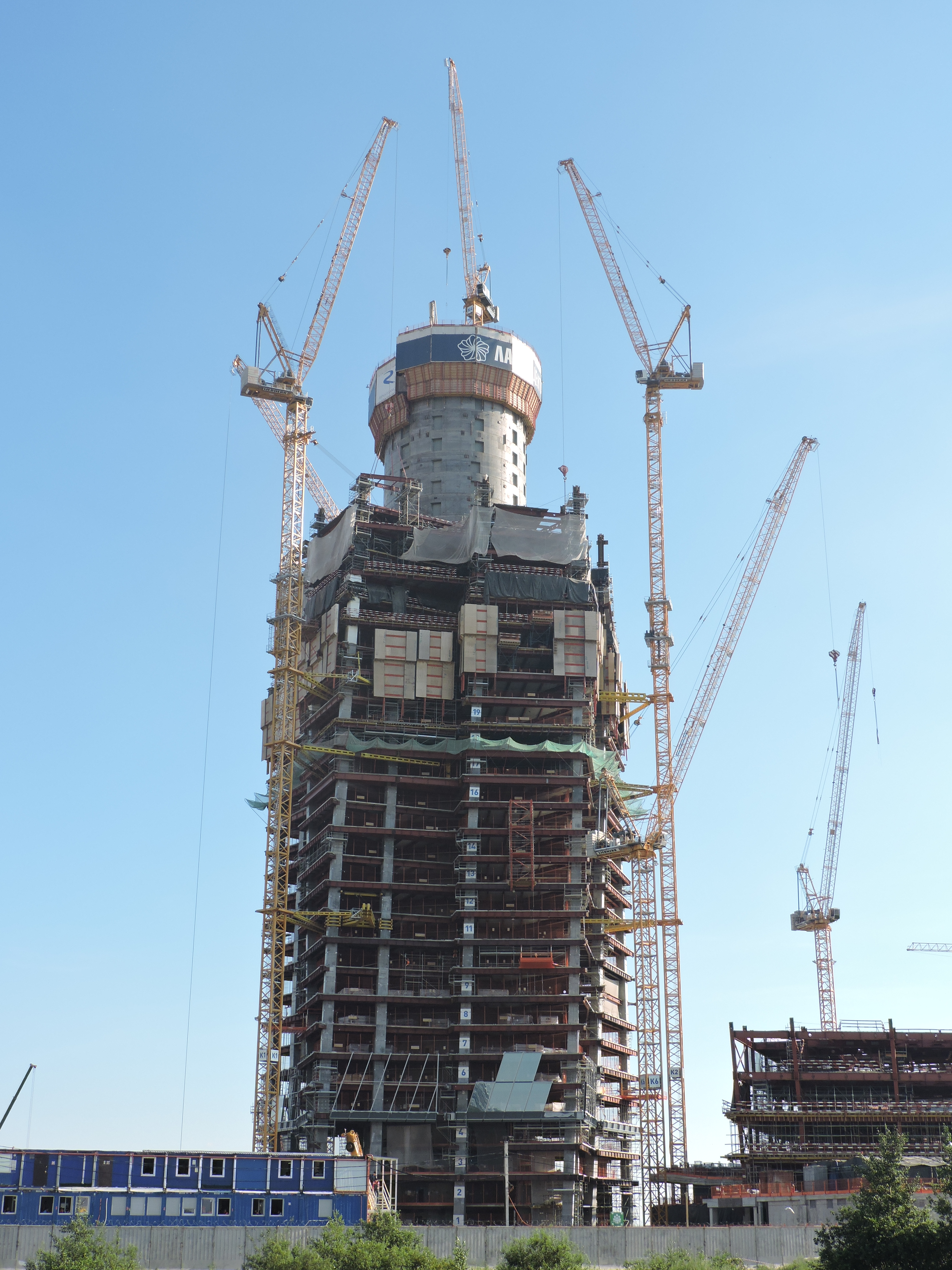
Хмарочос у липні 2016 року; висота досягла 147 метрів і він став найвищою будівлею міста
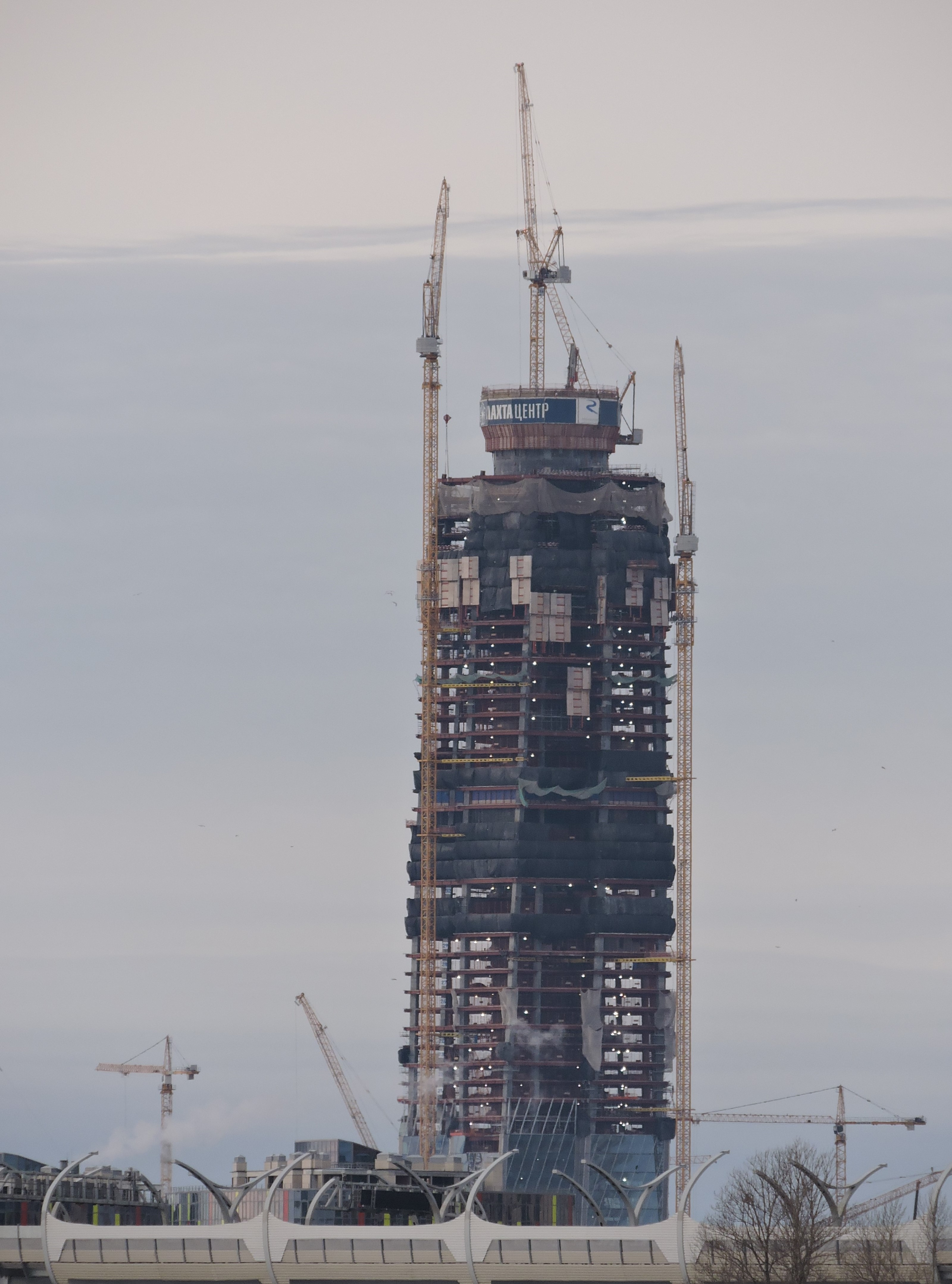
Хмарочос наприкінці 2016 року. Висота по ядру становить 245 метрів
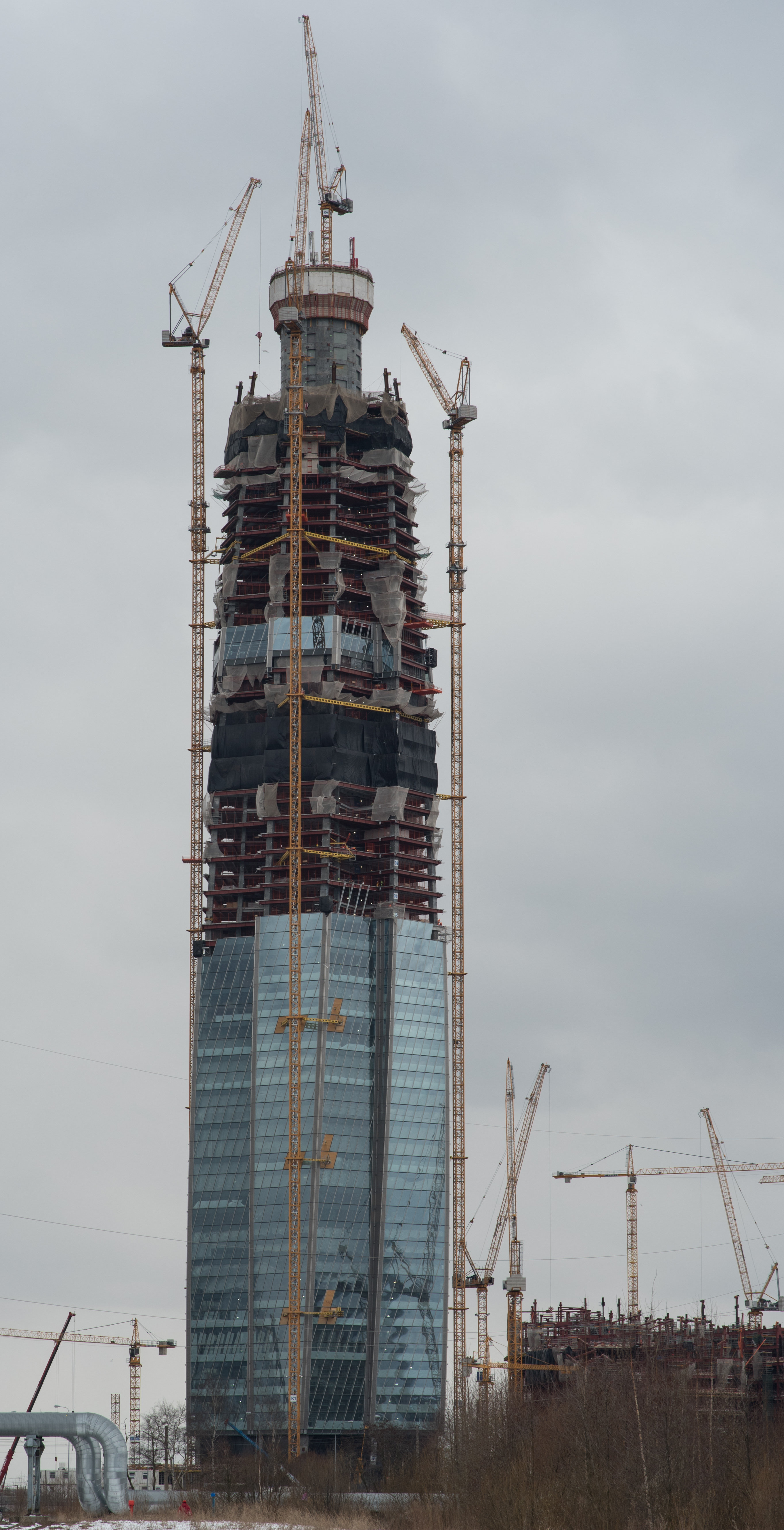
Хмарочос у квітні 2017 року. Висота по ядру становить 310 метрів
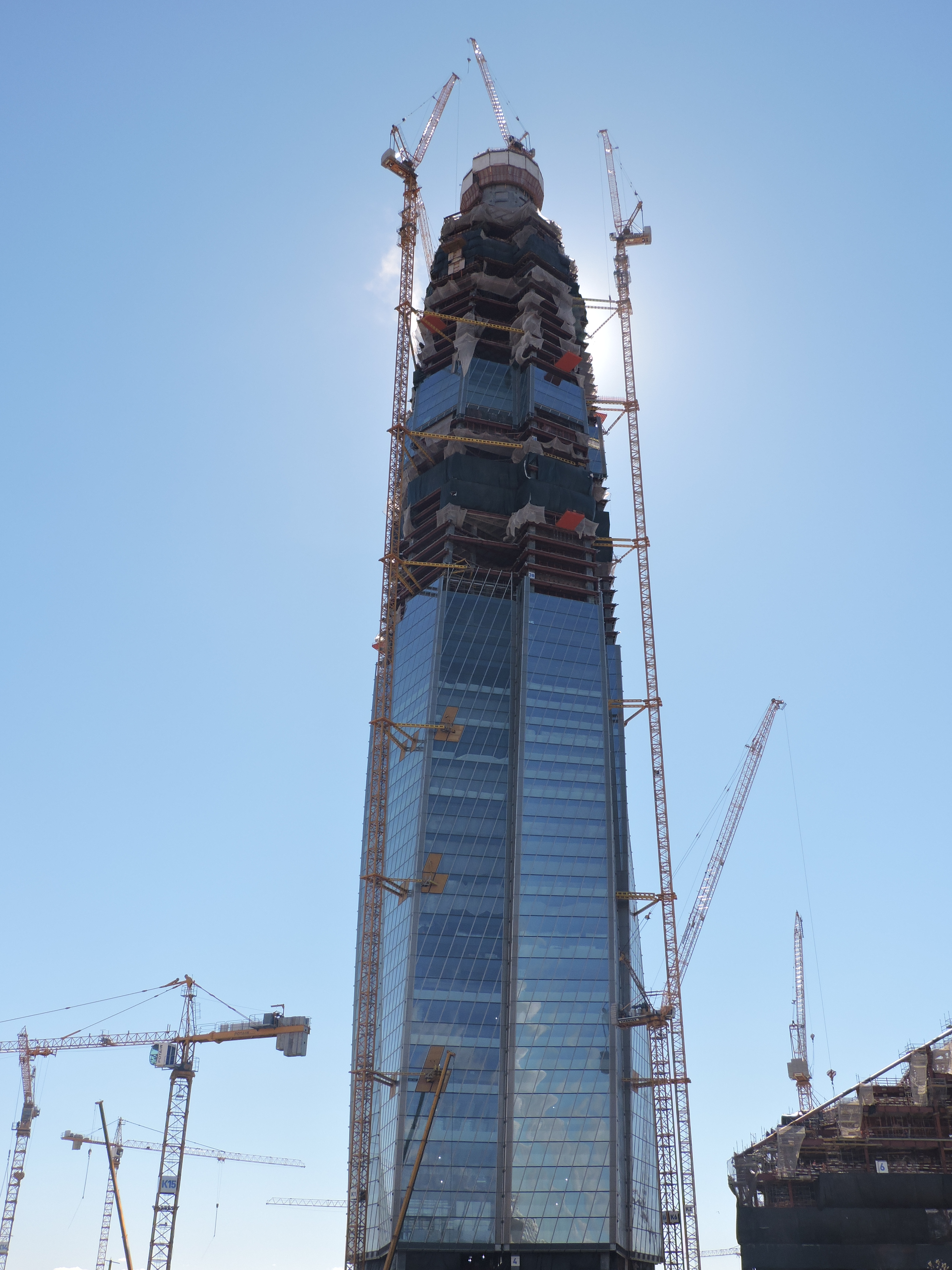
Хмарочос у травні 2017 року. Висота по ядру 323 метри
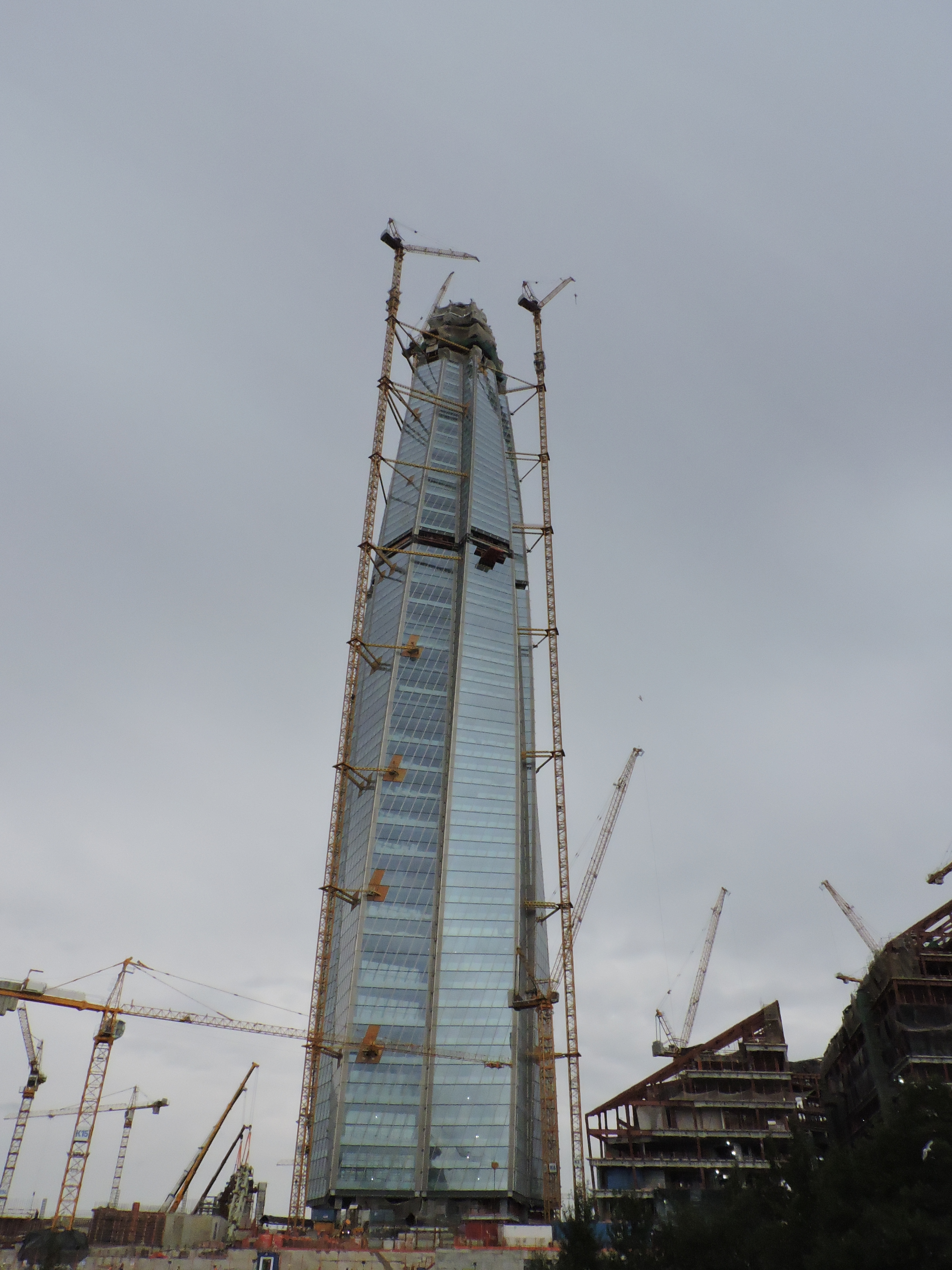
Хмарочос у вересні 2017 року. Робота над ядром завершена, розпочато монтаж шпиля. Висота 365 метрів
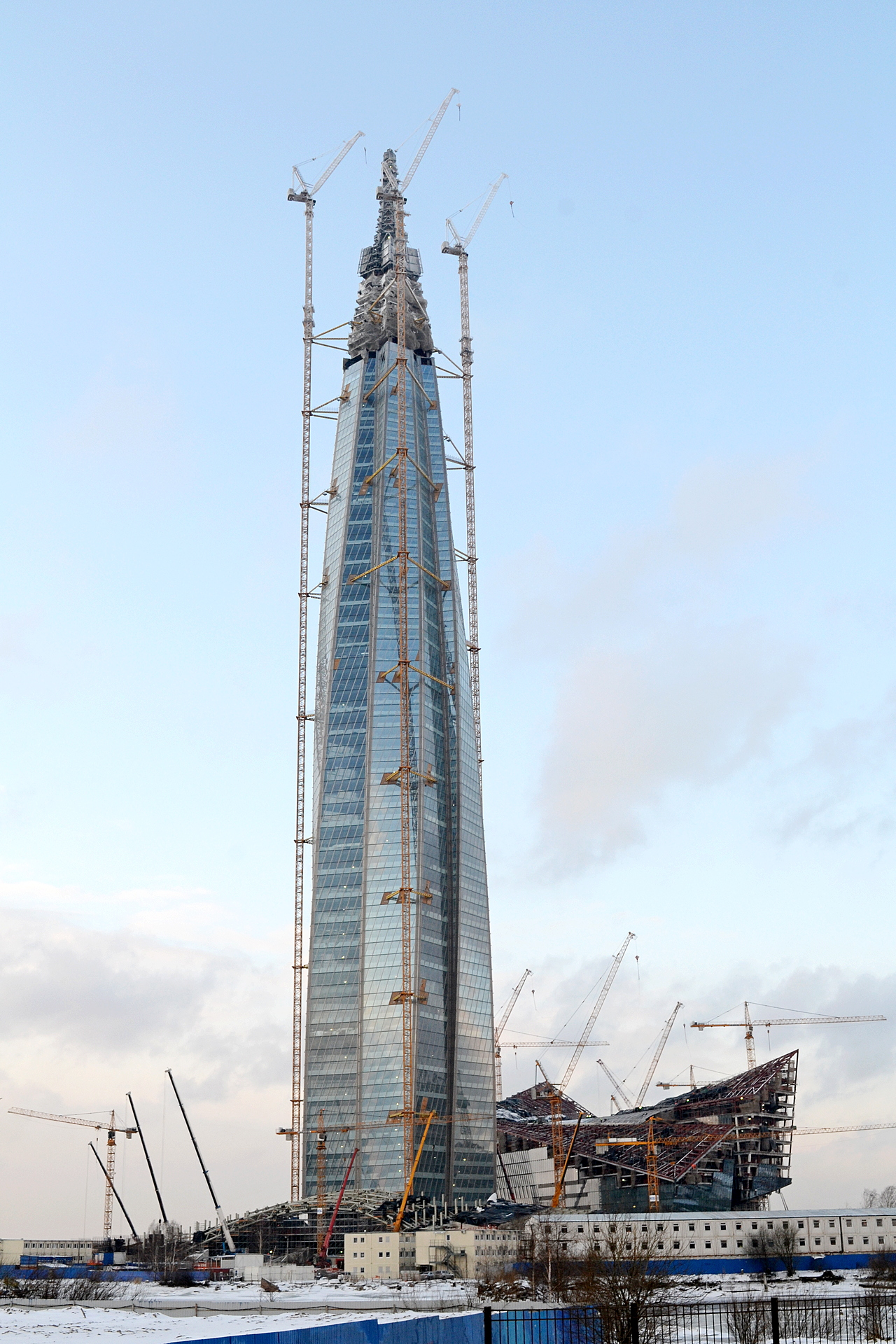
Хмарочос у січні 2018 року. Йде монтаж шпиля. Висота близько 450 метрів
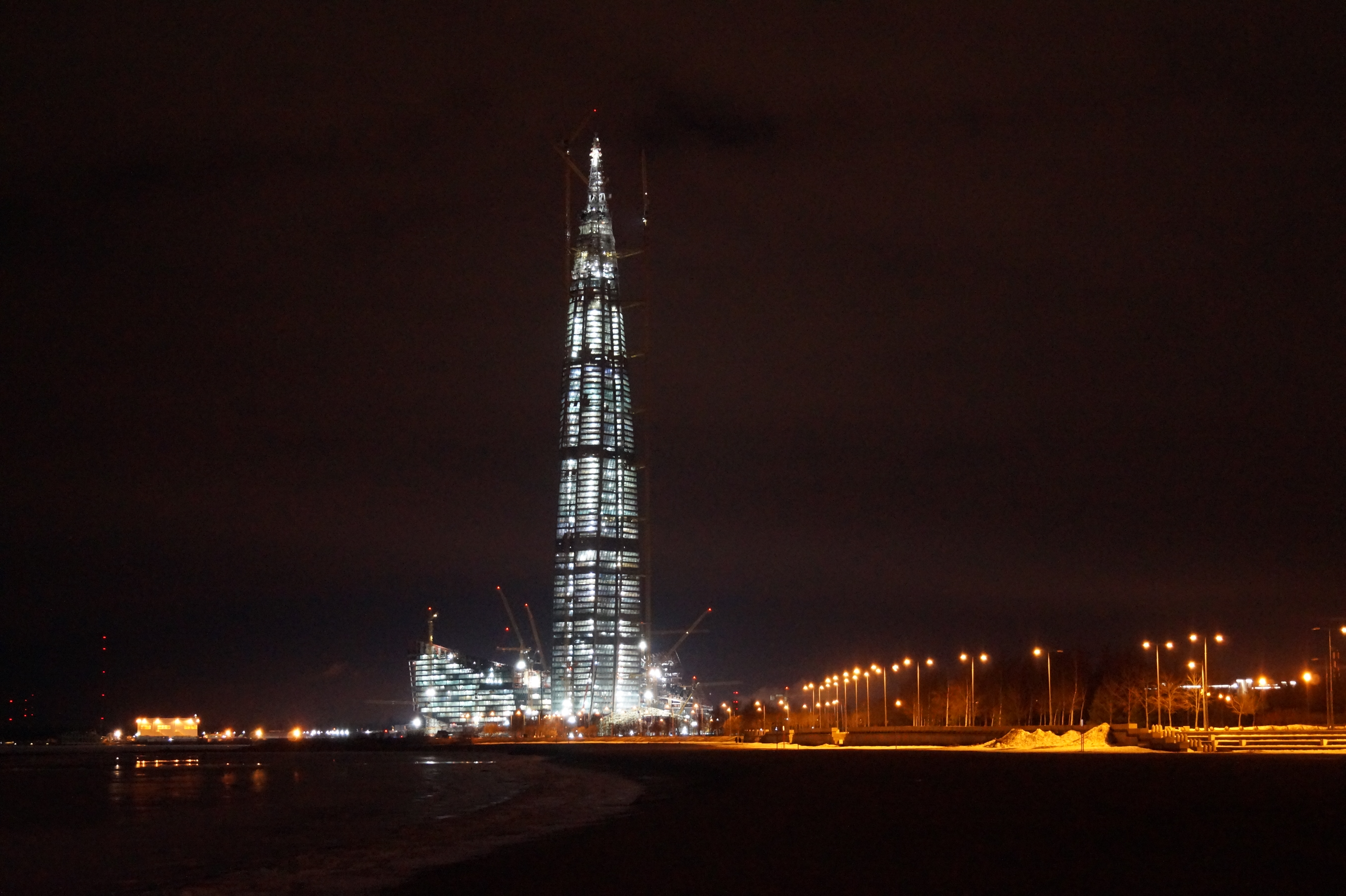
Хмарочос у січні 2018 року.
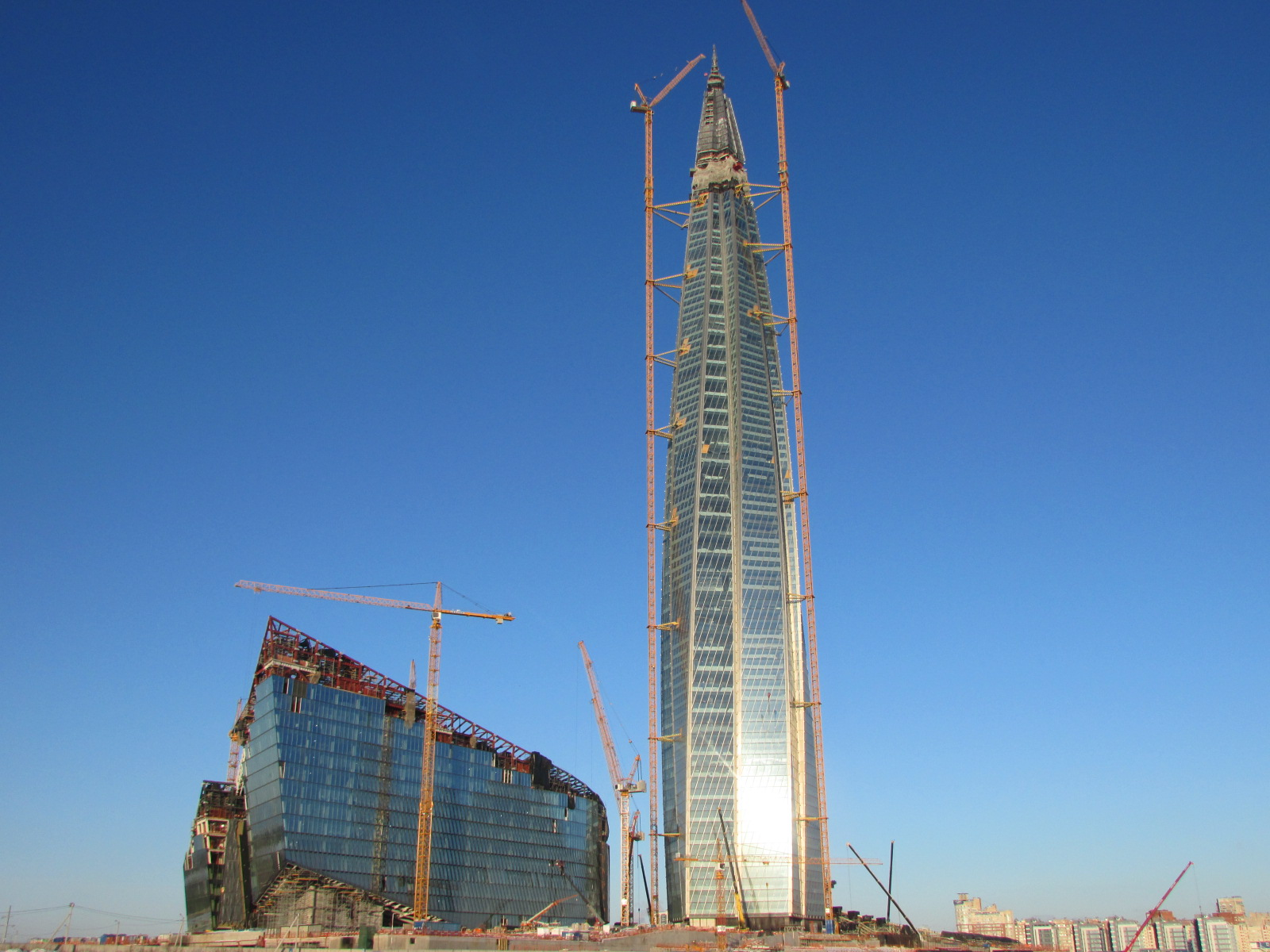
Хмарочос наприкінці лютого 2018, монтаж шпиля 462 метри завершено, триває скління вежі та шпиля.
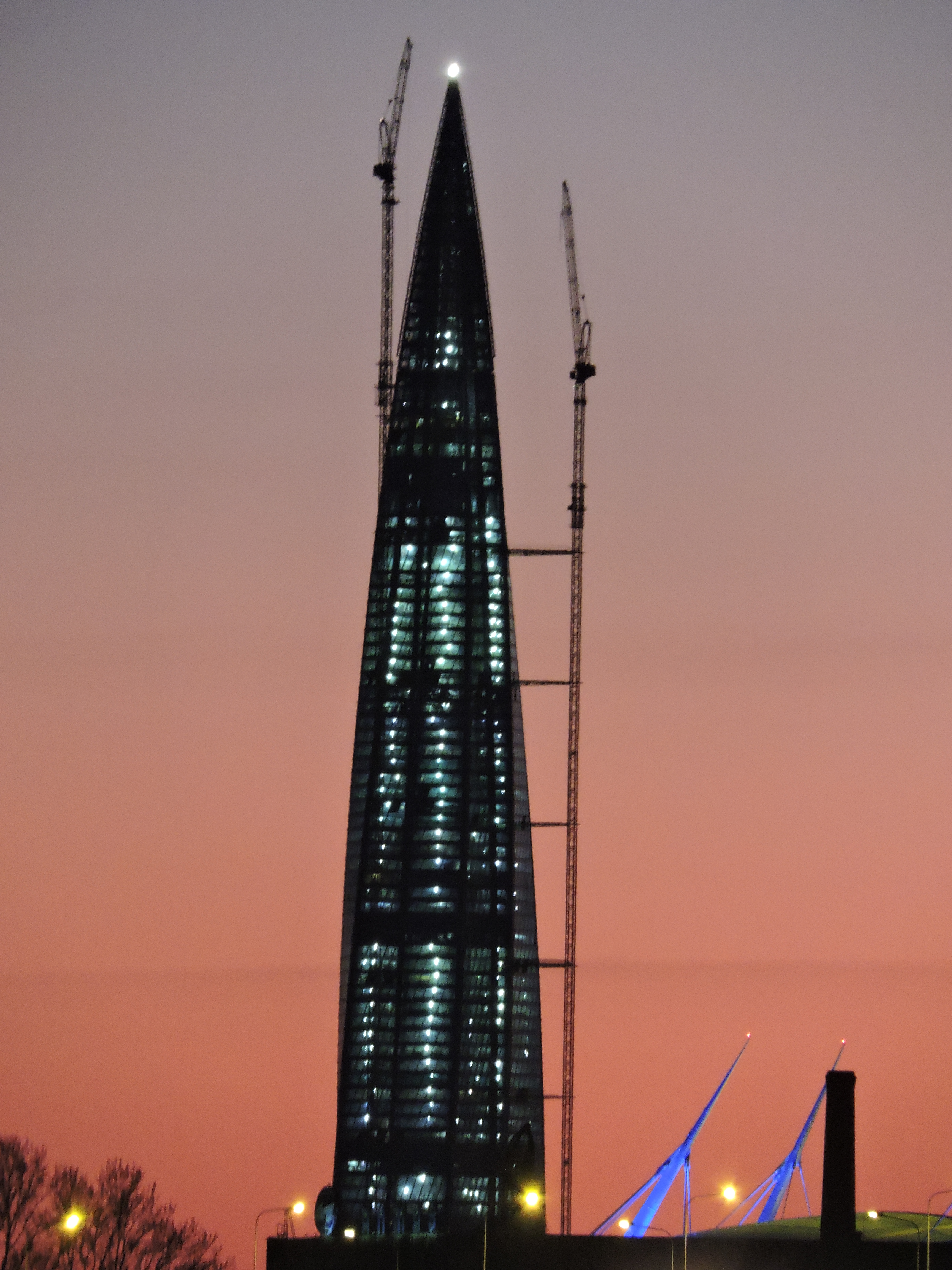
Хмарочос у травні 2018 року. На вершині шпиля встановлено авіаційний маяк білого кольору.
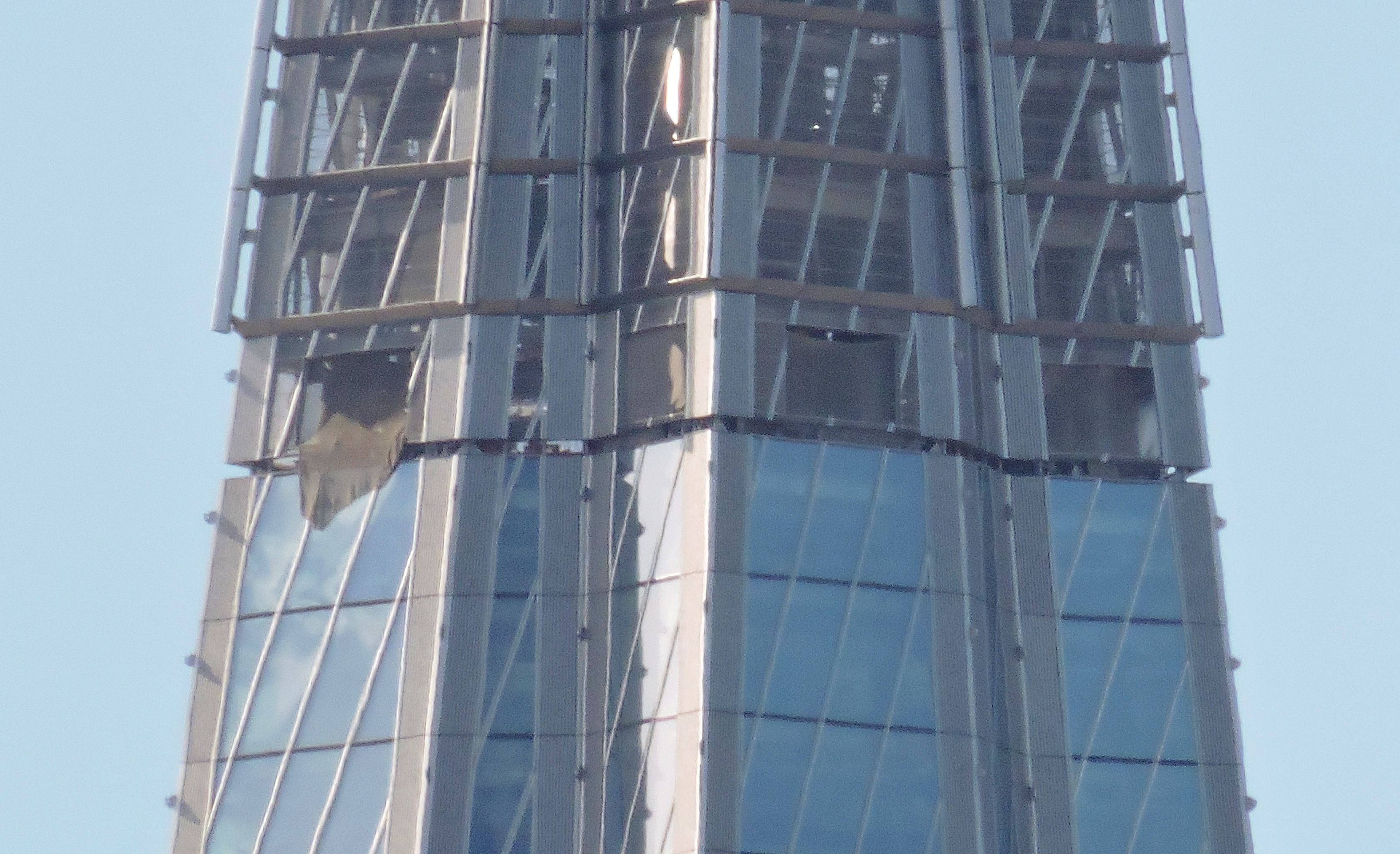
Перехід монолітної частини в шпильову.
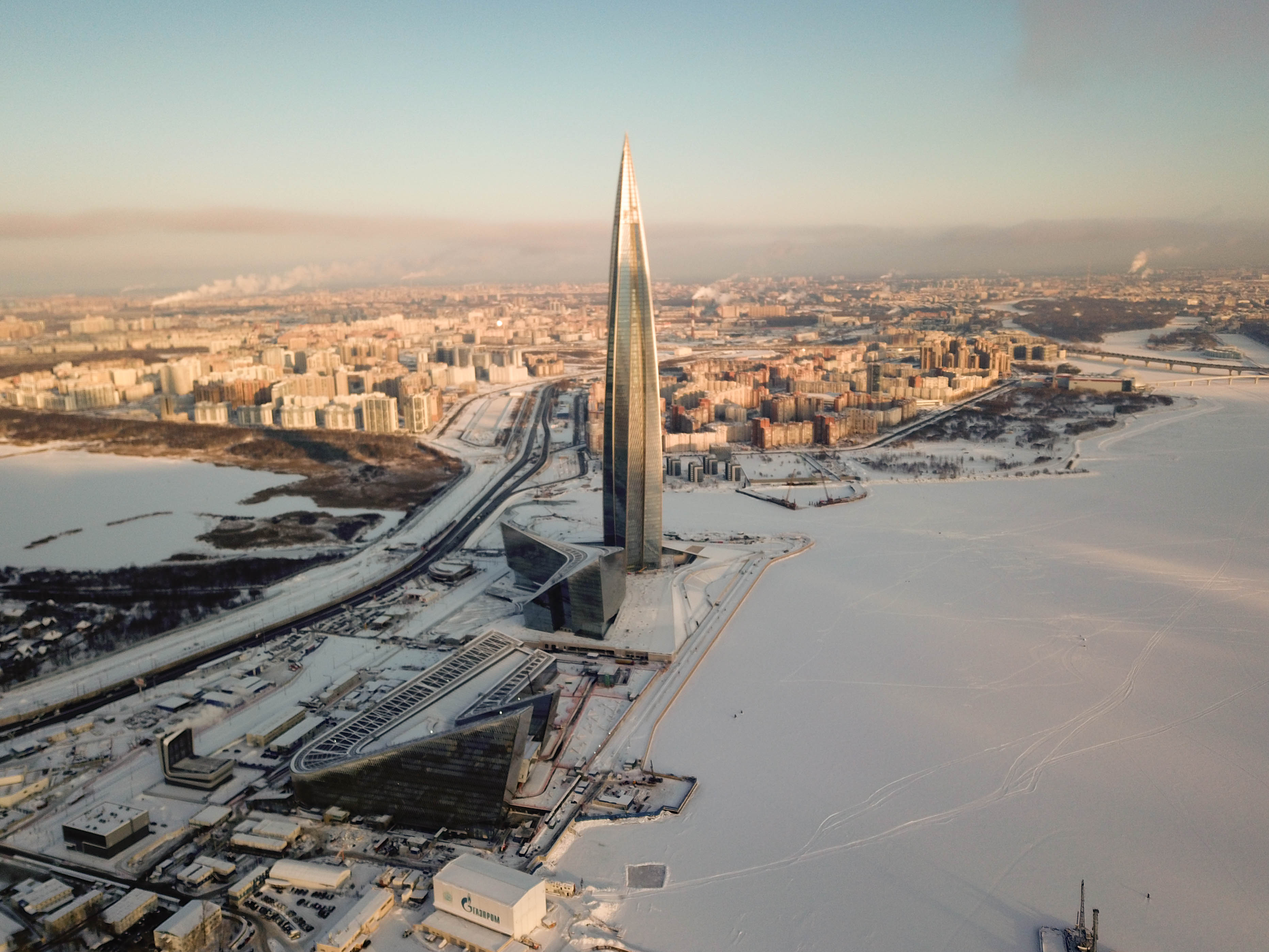
Лютий 2021 року